# Musée de l’Avallonnais

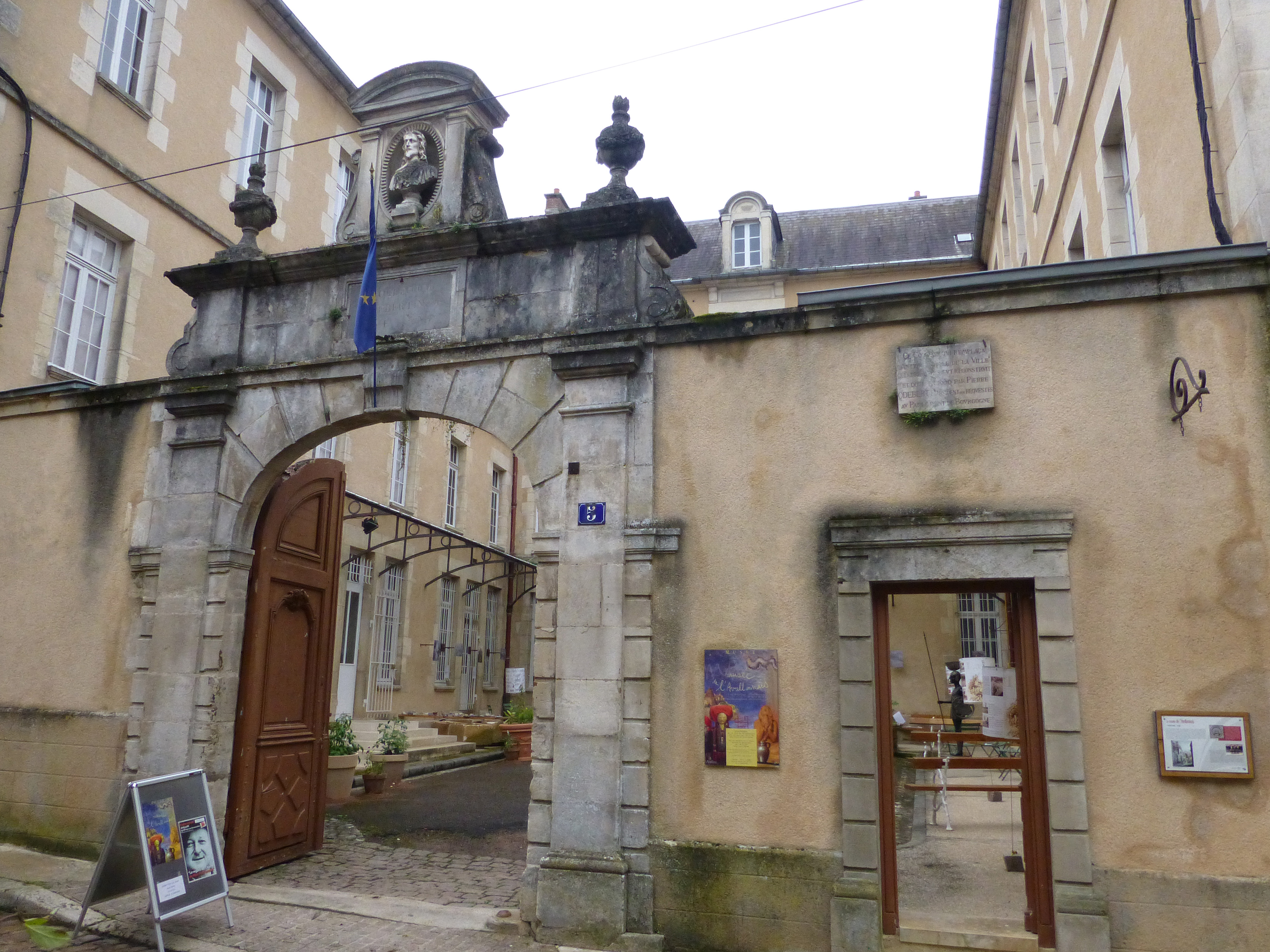
Avallon (Yonne): Musée de l'Avallonnais (Museum von Avallon)

Das Musée de l’Avallonnais Jean Després ist das seit 1862 bestehende Regionalmuseum des französischen Arrondissements Avallon und befindet sich in der Altstadt der Gemeinde Avallon. Es zeigt neben gallo-römischen Ausstellungsstücken, wie Schmuck, Tonwaren und Münzen, vor allem Kunstschätze und Alltagsgegenstände der mittelalterlichen Festung Avallon, darunter Wandbehänge, Waffen und Rüstungen.
Ein weiterer Schwerpunkt liegt in der renommierten Gemäldegalerie, in der unter anderem Werke von Henri de Toulouse-Lautrec und Albrecht Dürer ausgestellt werden.